# Lysimachia auriculata
Lysimachia auriculata är en viveväxtart som beskrevs av William Botting Hemsley. Lysimachia auriculata ingår i släktet lysingar, och familjen viveväxter. Inga underarter finns listade i Catalogue of Life.